# Martijn Reuser
Martijn Franciscus Reuser est un footballeur néerlandais né le 1er février 1975 à Amsterdam.
Il évolue au poste de milieu de terrain du début des années 1990 au début des années 2010.
Il compte une sélection en équipe des Pays-Bas.

## Carrière
- 1993-1997 : Ajax Amsterdam
- 1997-1999 : Vitesse Arnhem
- 1999-2000 : Ajax Amsterdam
- 2000-2004 : Ipswich Town
- 2004-2006 : Willem II Tilburg
- 2006-2008 : RKC Waalwijk
- 2008-2010 : NAC Breda[1]

## Palmarès
- Vainqueur de la Coupe intercontinentale 1995 avec l'Ajax Amsterdam.
- Champion des Pays-Bas 1994, 1995 et 1996 avec l'Ajax Amsterdam.
- Vainqueur de la Supercoupe des Pays-Bas 1995 avec l'Ajax Amsterdam.
- Finaliste de la Coupe des Pays-Bas en 2005 avec Willem II.

- 1 sélection et 0 but avec l'équipe des Pays-Bas en 1998.